# Adolf Wilhelm Baum

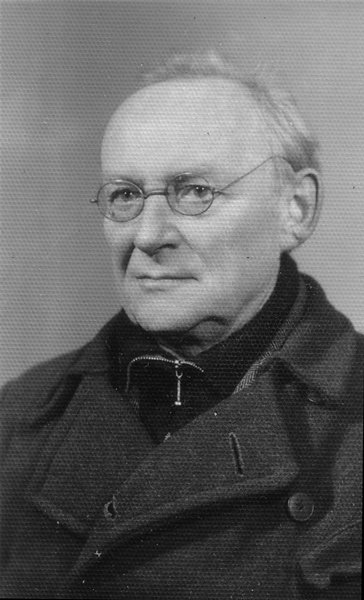
Adolf Wilhelm Baum

Adolf Wilhelm Baum (* 12. März 1891 in Berlin; † 20. März 1977 ebenda) war ein deutscher Maler, Zeichner und Grafiker.

## Leben
Adolf Wilhelm Baum wurde am 12. März 1891 in Berlin geboren. Er war der Sohn eines Stuckateurs und Malers aus Berlin-Steglitz. Seine künstlerische Ausbildung erhielt er bei Paul Friedrich Meyerheim an der Akademischen Hochschule für Bildende Künste. Im Laufe seiner Schaffenszeit widmete sich der Künstler einer großen Bandbreite unterschiedlicher Techniken wie Aquarellmalerei, Bleistift, Feder- und Sepia-Zeichnungen, aber vor allem der Kaltnadelradierung und dem Kupferstich. Neben der künstlerischen Arbeit schrieb er immer wieder Artikel für regionale Zeitungen und illustrierte Bücher wie z. B. eine Ausgabe von Hans Christian Andersen – Ausgewählte Märchen. Noch vor dem Kriegsende (1941) flüchtete er mit seiner Familie aus Berlin und lebte bis 1958 in Polen. Nach seiner Rückkehr nach Berlin arbeitete Baum als Künstler und war Mitglied im Verband Bildender Künstler der DDR. Am 20. März 1977 starb Wilhelm Baum in Ost-Berlin.

## Werke
Zahlreiche Kupferstiche, Radierungen, Aquarelle und Zeichnungen